# 5148 Giordano
5148 Giordano è un asteroide della fascia principale. Scoperto nel 1960, presenta un'orbita caratterizzata da un semiasse maggiore pari a 3,1246419 UA e da un'eccentricità di 0,1361425, inclinata di 1,13403° rispetto all'eclittica.
Il numero dell'asteroide corrisponde a una permutazione dell'anno di nascita di Giordano Bruno (nato nel 1548) a cui è dedicato l'asteroide .